# Ameerega ignipedis
Ameerega ignipedis es una especie de anfibio anuro de la familia Dendrobatidae.

## Distribución geográfica
Esta especie es endémica de la provincia de Ucayali en la región de Loreto del Perú. Se encuentra en la Serranía de Contamana. Habita a 240 m sobre el nivel del mar.

## Publicación original
- Brown & Twomey, 2009: Complicated histories: three new species of poison frogs of the genus Ameerega (Anura: Dendrobatidae) from north-central Peru. Zootaxa, n.º 2049, p. 1-38.[4]